# Söderby kvarn

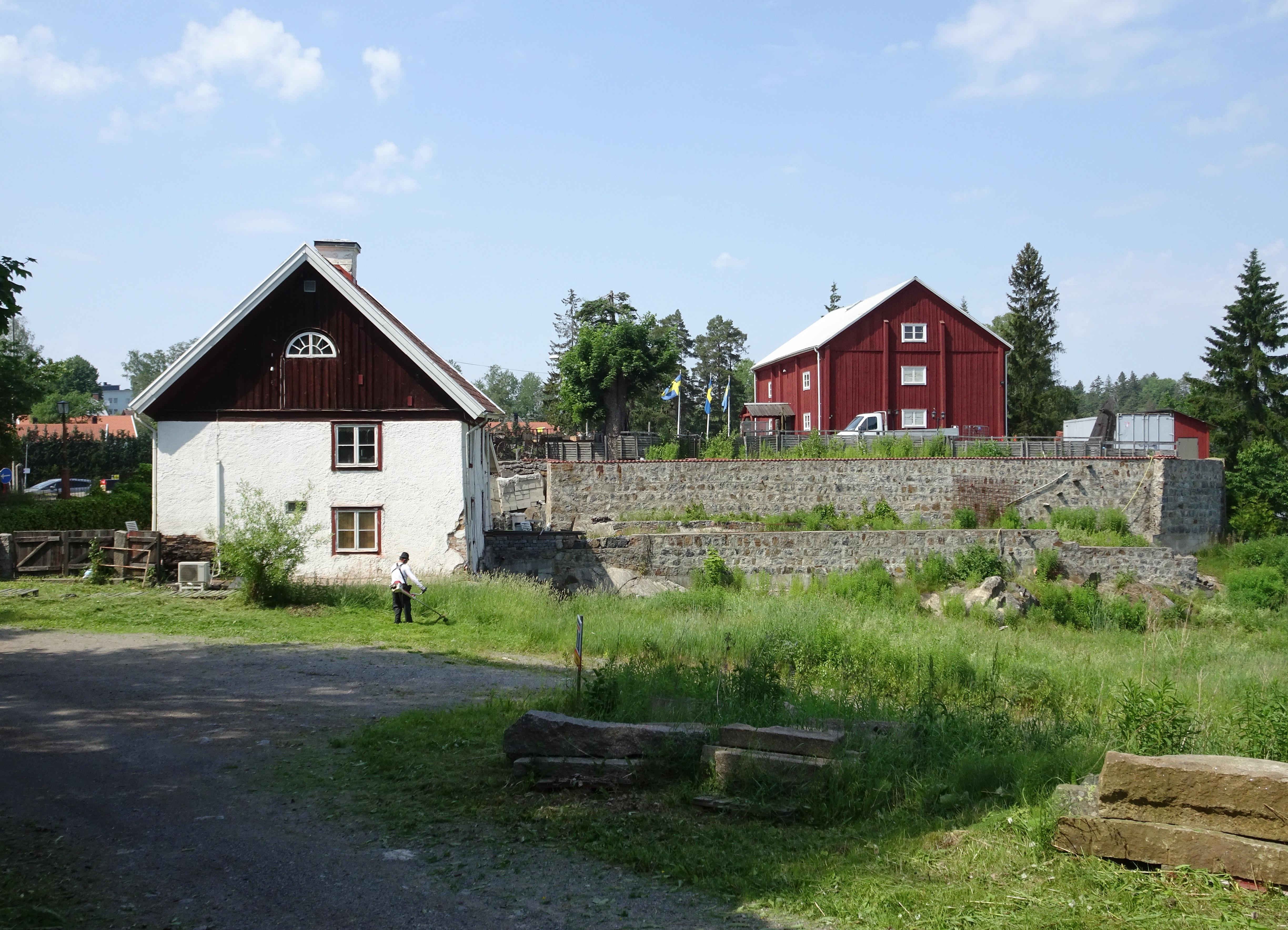
Söderby kvarn, sedd mot nordväst i juni 2021. Till höger magasinet och till vänster mjölnarstugan. Kvarnen låg nedanför magasinet.

Söderby kvarn var en vattenkvarn i Österhaninge socken, i nuvarande kommundelen Vega i Haninge kommun. Kvarnen har sina rötter i Täckeråkers kvarn vars verksamhet 1813 flyttades till Söderby där den existerade fram till 1962. Kvarnbyggnaden brann ner 1980, mjölnarbostaden och ett rödmålat sädesmagasin finns dock kvar. Området är av kommunen klassat som kulturreservat och planlagt för vandrarhem, kontor och hantverk.

## Bakgrund

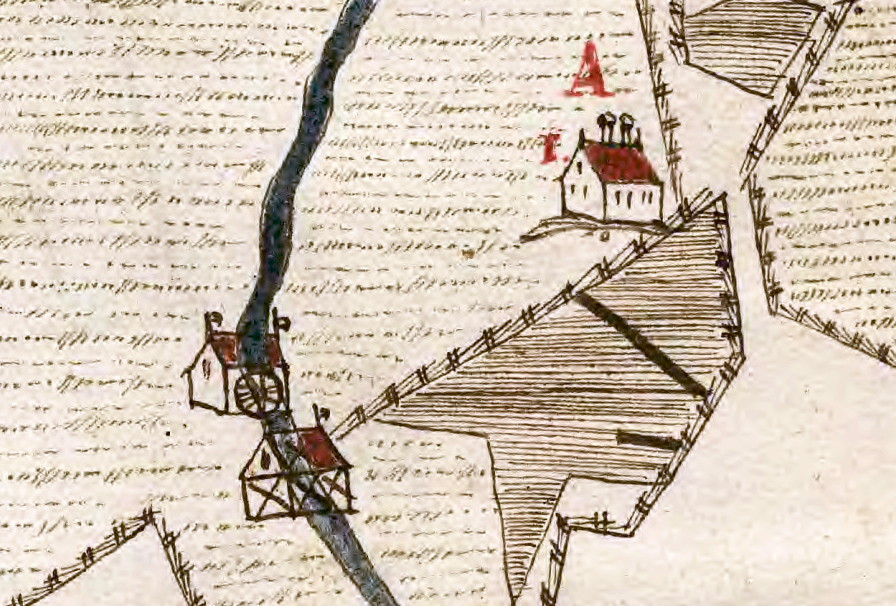
Täckeråkers kvarn och Västra Täckeråkers gård (A1), 1638.

Kvarnverksamhet i området går tillbaka till åtminstone 1638 där Täckeråkers kvarn redovisas på en karta över Täckeråkers ägor, symboliserat av ett hus med vattenhjul och den intilliggande kvarnstugan. Anläggningen hörde till Västra Täckeråkers gård (A1 på kartan) och var en vattenkvarn vilken hämtade sin energi från det vattendrag som rinner mellan dagens Dammträsk och Drevviken, nu kallat Kvarntorpsån. Dammträsket var uppdämt för att säkra tillgång på vatten. På en karta över Västra Täckeråker från 1648 beskrivs kvarnen enligt följande: här är miöllqvarnen och ligger in på Wäster Täckeråkres äghor.

## Kvarnen i Söderby
Verksamheten var kvar till 1813 då den flyttades cirka 550 meter österut närmare Söderby gård när Anders Sjöberg var mjölnare. Den nya kvarnen kallades efter gården Söderby kvarn. Här fanns inget naturligt vattendrag utan en cirka 450 meter lång kanal grävdes från Dammträsket. Korta avsnitt av kanalen finns fortfarande bevarade. En mindre kvarndamm anlades direkt söder om anläggningen där nu Torfastleden passerar. Den totala fallhöjden blev hela sju meter. Kvarnens kunder var, utöver Söderby, en lång rad jordbruk på Södertörn, bland dem Norrby, Täckeråker, Länna, Lissma, Stortorp, Trångsund och Ågesta. Arbetet i kvarnen bedrevs året runt. Under juni och juli ägnade man sig åt översynsarbeten. I kvarnen maldes bland annat vete, råg och havre.

### Bebyggelsen

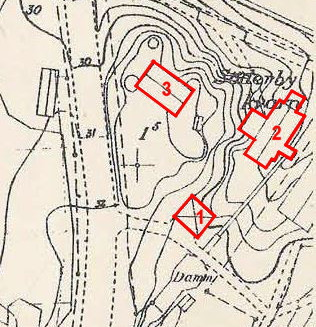
Söderby kvarn 1948.
1= Mjölnarstugan,
2= Kvarnen,
3= Sädesmagasinet.

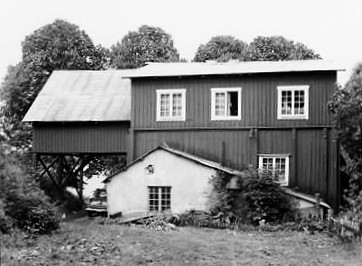
Söderby kvarn på 1950-talet, kvarnbyggnadens fasad mot sydväst.

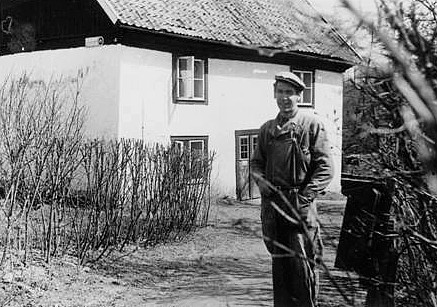
Ragnar Grip och mjölnarbostaden, 1947.

Bebyggelsen bestod av mjölnarbostaden, ett sädesmagasin, en större lada, några uthus och själva kvarnen. Magasinet, ett knuttimrat och panelat hus i 2½ våningar, uppfördes av Söderby gård, troligen under 1800-talets första hälft. I byggnaden förvarades säd för kvarnen. Senare nyttjades magasinet som militärförråd. Sedan 2016 har Vega Antiklada försäljning av antikviteter och kuriosa i byggnaden.
Mjölnarbostaden tillkom ungefär samtidigt med kvarnen 1813. Det finns uppgifter om att mjölnarbostaden skulle vara uppförd under 1600-talet men den ovanliga byggtekniken talar för 1800-talets början. Såväl ytter- som innerväggar är en lerkonstruktion i stampteknik, så kallad pisé. Ytterväggarna är 60 centimeter tjocka och innerväggarna 40 centimeter. De är utförda i en metod där lager med lera och halm stampats till en kompakt och mycket solid konstruktion. 
Byggnaden har två våningar under ett tegeltäckt sadeltak. Husets fasader är spritputsade med kalkbruk och avfärgade med kalkfärg i vit kulör, gavelspetsarna är panelade och brunfärgade. Även invändiga byggnadsdetaljer är i huvudsak av 1800-talstyp. Planlösningen är identisk på de båda våningarna och består av en förstuga med trappa, ett större rum och två mindre rum. Utöver bostad för mjölnaren inhyste byggnaden efter 1911 även en manuell telefonstation med ett tiotal telefonister. Verksamheten lades ner 1949 då telefontrafiken i Handen automatiserades. Även mjölnarbostaden finns kvar.
Kvarnen placerades nedanför (sydost om) magasinsbyggnaden. Kvarnens maskineri för vattendriften kom från Samuel Owens mekaniska verkstad på Kungsholmen i Stockholm. På Häradsekonomiska kartan från 1901 står angivet ”Ångsåg och kvarn”. Det var dock bara sågen som var driven av en ångmaskin, kvarnen var vattendriven fram till 1940 då den elektrifierades. Till stöd för vattendriften fanns även en tändkulemotor. Kvarnverksamheten lades ned 1962 på grund av bristande efterfrågan. Därefter fanns bland annat en föreningslokal och en motorcykelklubb i byggnaden som brann upp på 1980-talet.

### Söderbys mjölnare
Efter Anders Sjöberg som 1813 flyttat kvarnverksamheten från Kvarntorp till Söderby kom och gick ett stort antal mjölnare och vissa tider sköttes kvarnen förmodligen av drängar från gården Söderby. Den mest kända mjölnarfamiljen på Söderby kvarn var David Grip (född 1875) med hustru Anna Albertina Kihlström (född 1875) som 1923 friköpte kvarnen från Söderby. Redan David Grips far, Abraham Jonsson Grip, hade varit mjölnare, bland annat på Aspviks Kvarn i Västra Ryds socken. 
Efter David Grips död 1931 övertogs verksamheten av sonen Ragnar Grip (född 1910) som arbetat hos fadern under hela sitt vuxna liv. Han moderniserade driften och lät bland annat elektrifiera kvarnen. Efter nedläggningen 1962 anlade han en minigolfbana, där han även sålde korv och glass, på västra sidan av Stockholmsvägen (nuvarande Nynäsvägen), där Vega stadshotell senare kom att ligga. Mjölnare Grips väg i Kvarntorp är uppkallad efter David och Ragnar Grip. Den senares son, Bo Grip (född 1946), var 2021 bosatt på Mjölnare Grips väg 24. Familjen Grip och mjölnartraditionen har således varit av stor betydelse för området.

## Bilder

Mjölnarbostaden och omgivningen
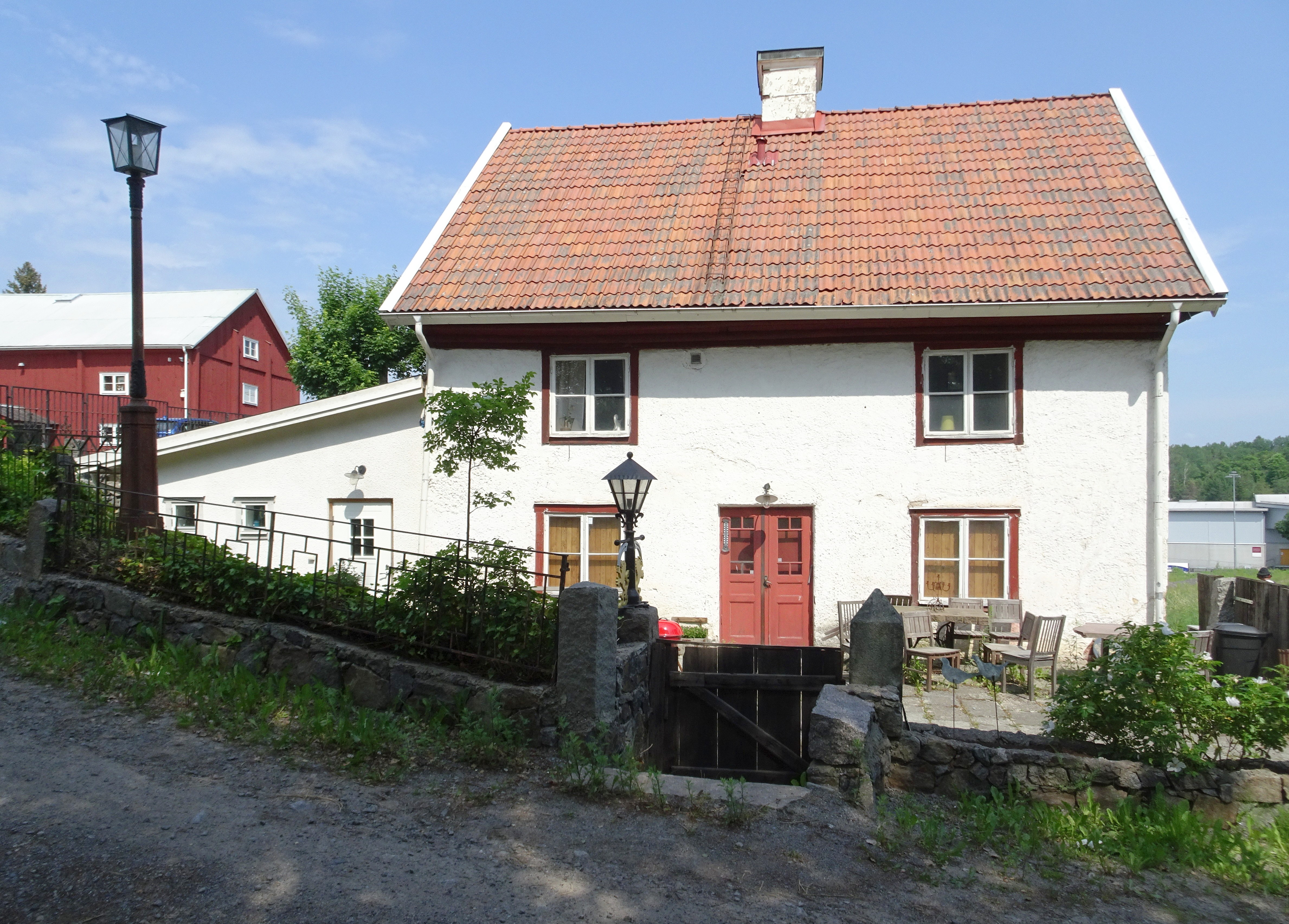
Mjölnarbostaden, fasad mot sydväst.
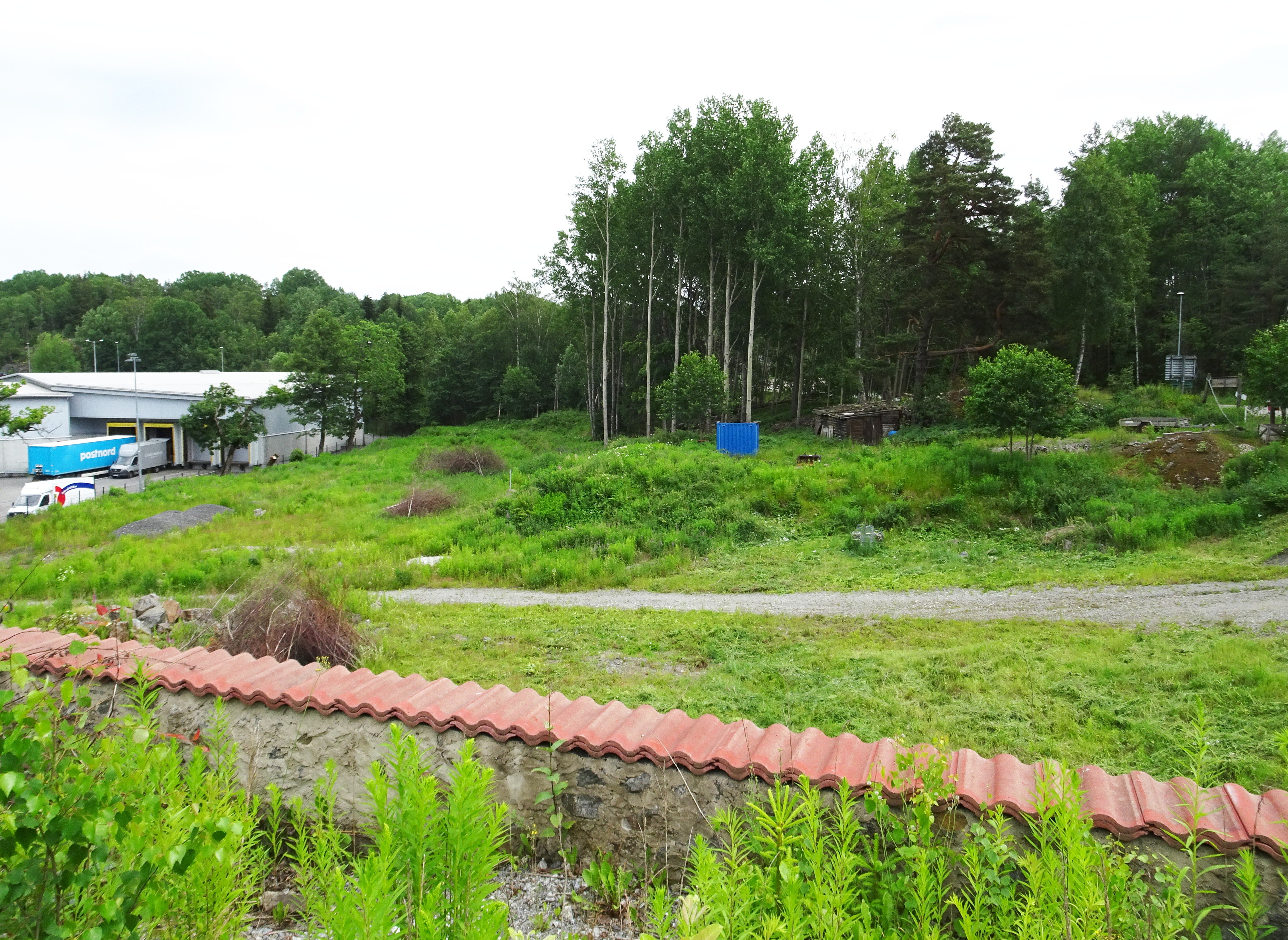
Kvarnens tomtplats, sedd från magasinet mot sydost.
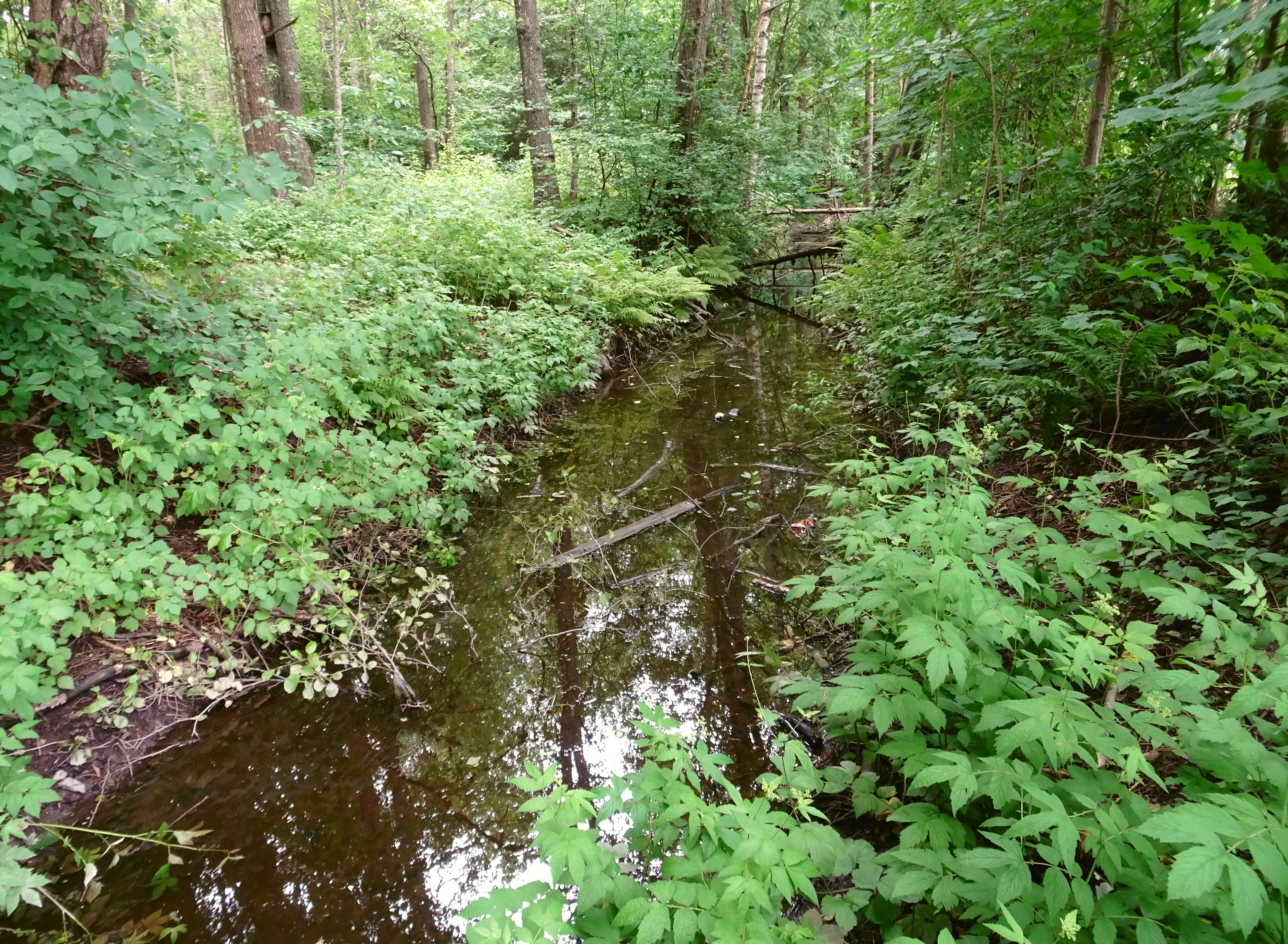
Rester efter kanalen.
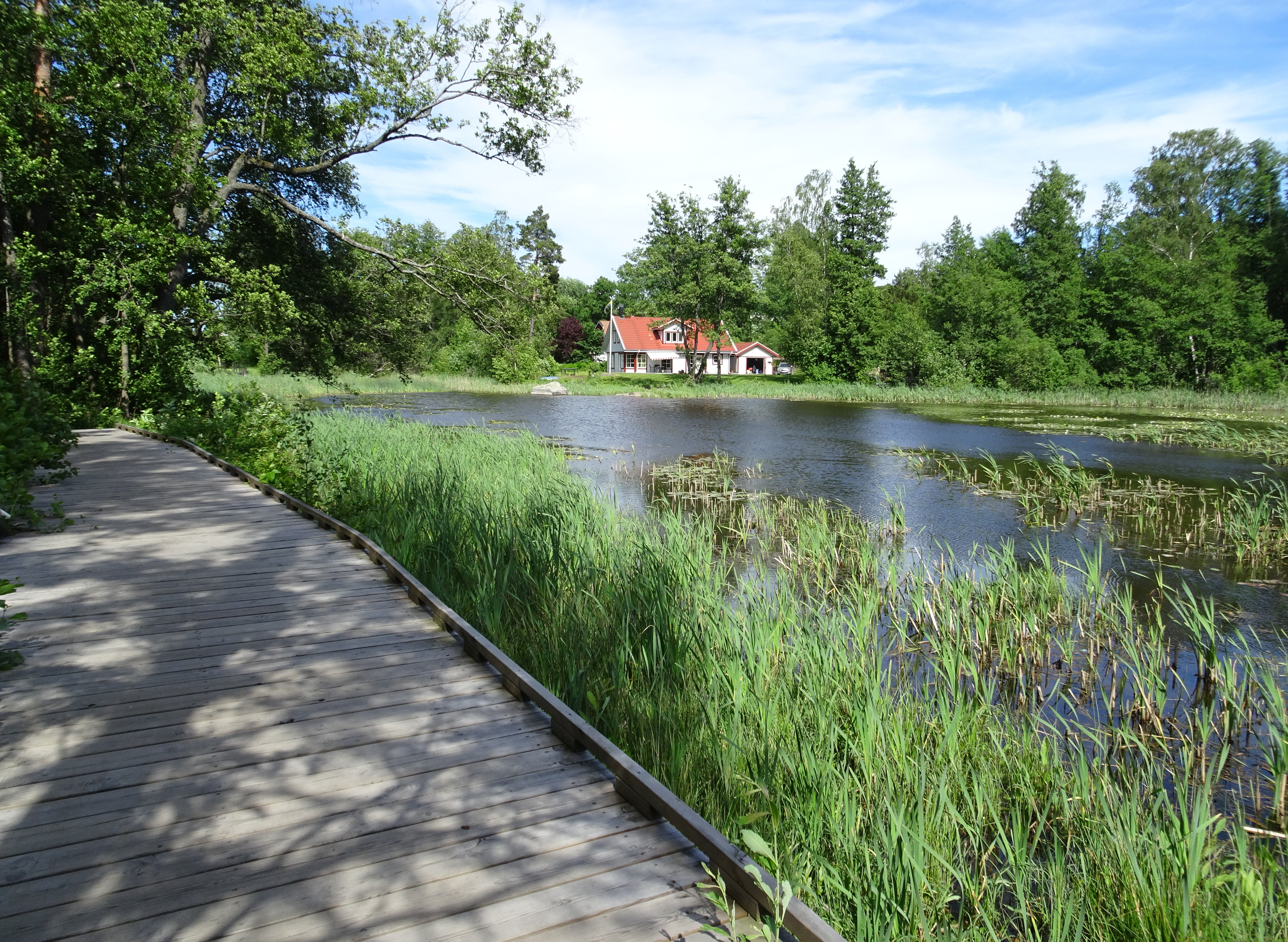
Dammträsket mot norr där kanalen började.

Sädesmagasinet, Vega Antikladan
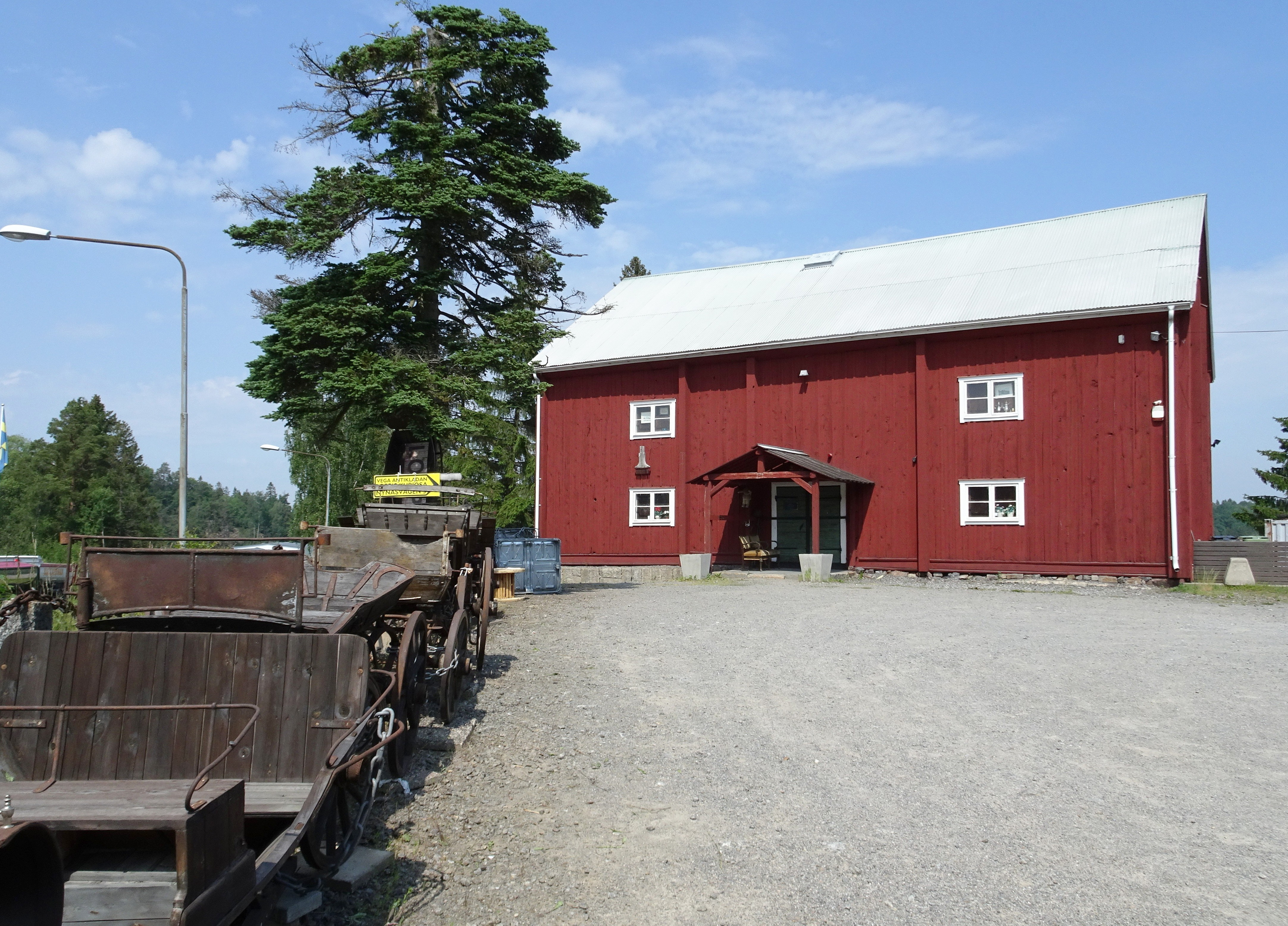
Magasinet.
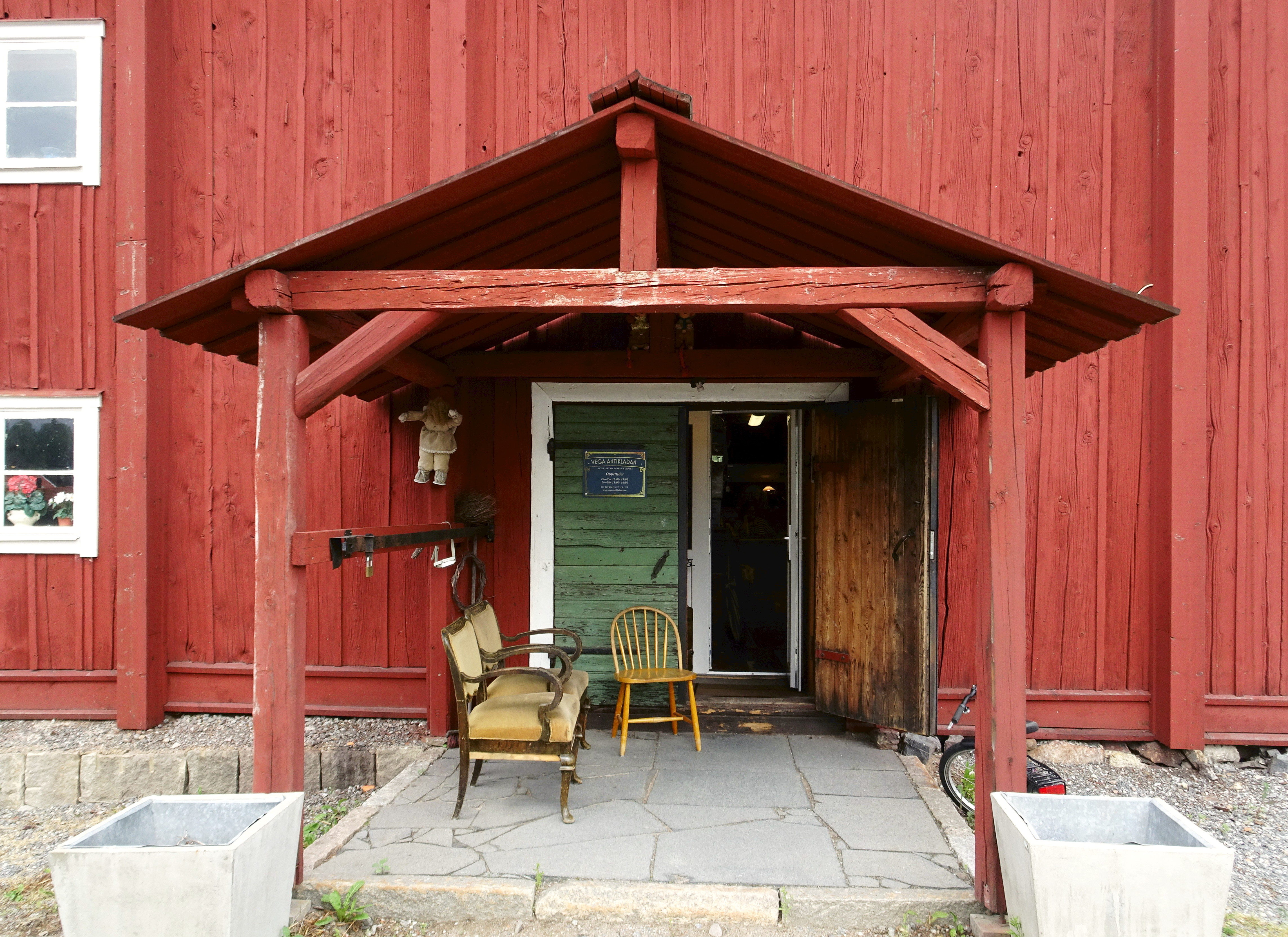
Magasinet, entré.
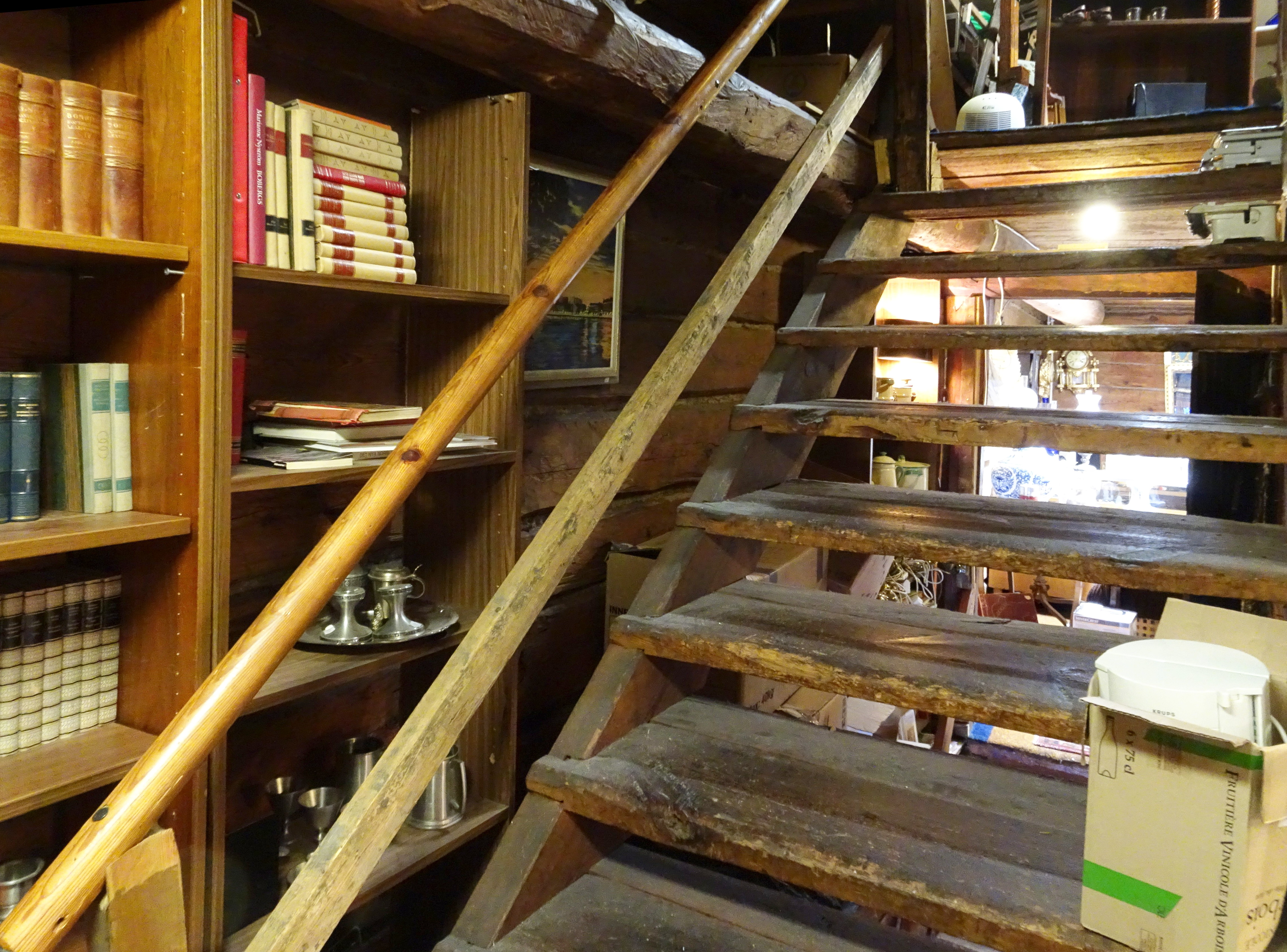
Magasinet, interiör.
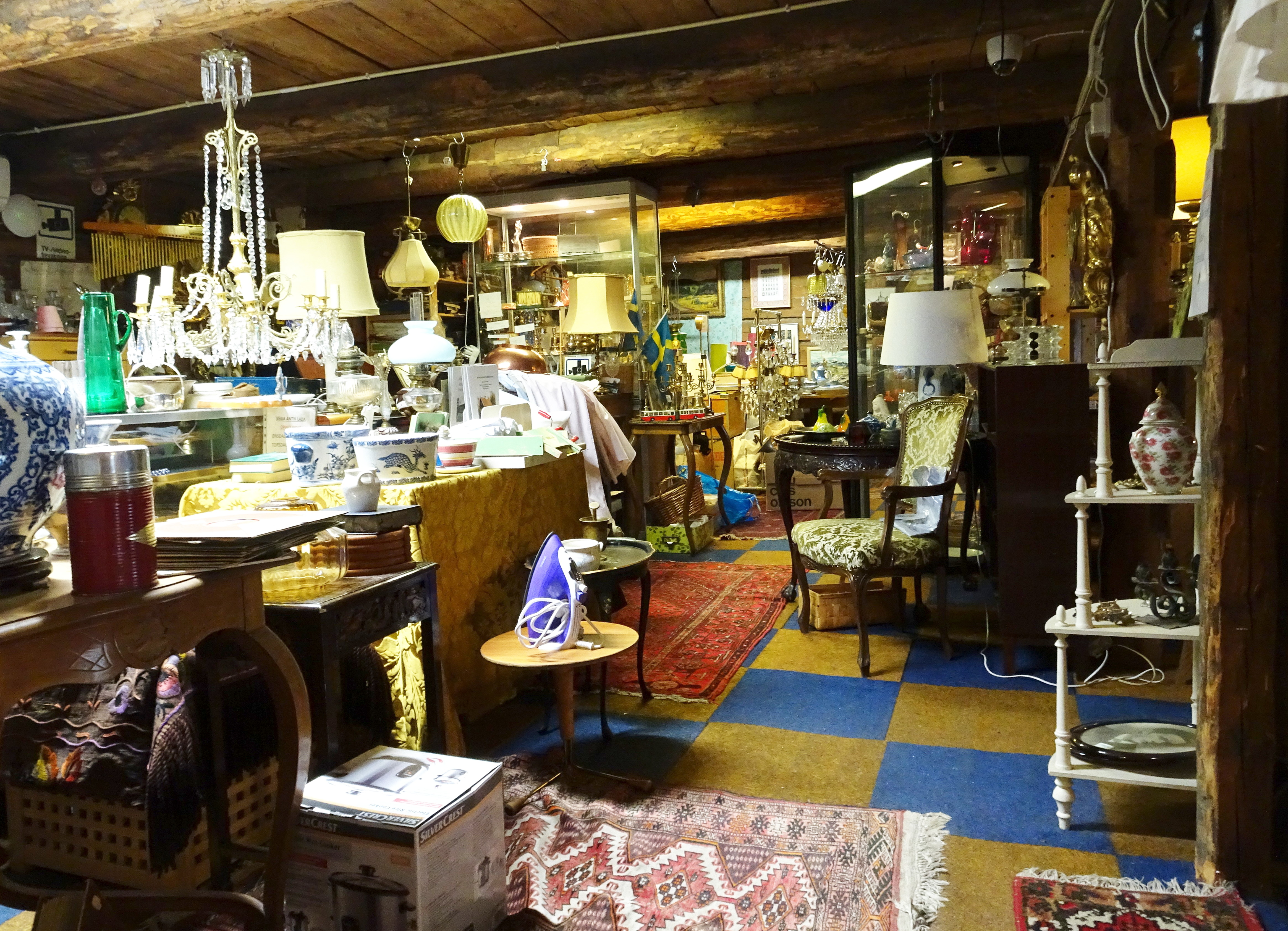
Magasinet, interiör.

## Framtidsplaner, kulturcentrum
För området fastställdes år 2006 en detaljplan (D-179) där mjölnarbostaden och magasinsbyggnaden är q-märkta och skall bevaras både till exteriör och interiör. Detaljplanen föreslår en utökning av bebyggelsen med en ny kvarnbyggnad som skall uppföras på samma plats som den ursprungliga och till karaktär och utförande så långt möjligt likna den gamla. Byggnaden skall förses med fasadutsmyckning i form av ett vattenhjul som påminner om den tidigare funktionen. Kvarnbyggnadens användning är tänkt som vandrarhem eller enklare hotell. Ytterligare en ny byggnad i äldre stil skall uppföras där kvarnens lada stod. Byggnaden föreslås ha rödfärgade träfasader och inhysa kontor, hantverk eller icke störande småindustri.